# Arjan Wanders
Arjan Wanders (ur. 11 lipca 1978) – holenderski narciarz alpejski, uczestnik Mistrzostw Świata 2013.
Wanders nigdy nie wystartował na zimowych igrzyskach olimpijskich.
Wanders raz wziął udział w mistrzostwach świata. Jego najlepszym wynikiem na zawodach tej rangi jest 24. miejsce w superkombinacji osiągnięte podczas Mistrzostw Świata 2013 w austriackim Schladming.
Wanders w Pucharze Świata zadebiutował 5 lutego 2011 roku w supergigancie w austriackim Hinterstoder, jednak nie ukończył tam swojego przejazdu. Nigdy nie zdobył pucharowych punktów.

## Osiągnięcia

### Mistrzostwa świata
| Mistrzostwa     | Konkurencja     | Czas    | Wynik | Zwycięzca  |
| --------------- | --------------- | ------- | ----- | ---------- |
| Schladming 2013 | Supergigant     | -       | DNF1  | Ted Ligety |
| Schladming 2013 | Superkombinacja | 3:12:40 | 24.   | Ted Ligety |